# Staphylus ascalon
Staphylus ascalon är en fjärilsart som beskrevs av Otto Staudinger 1876. Staphylus ascalon ingår i släktet Staphylus och familjen tjockhuvuden. Inga underarter finns listade i Catalogue of Life.